# Hans Krankl

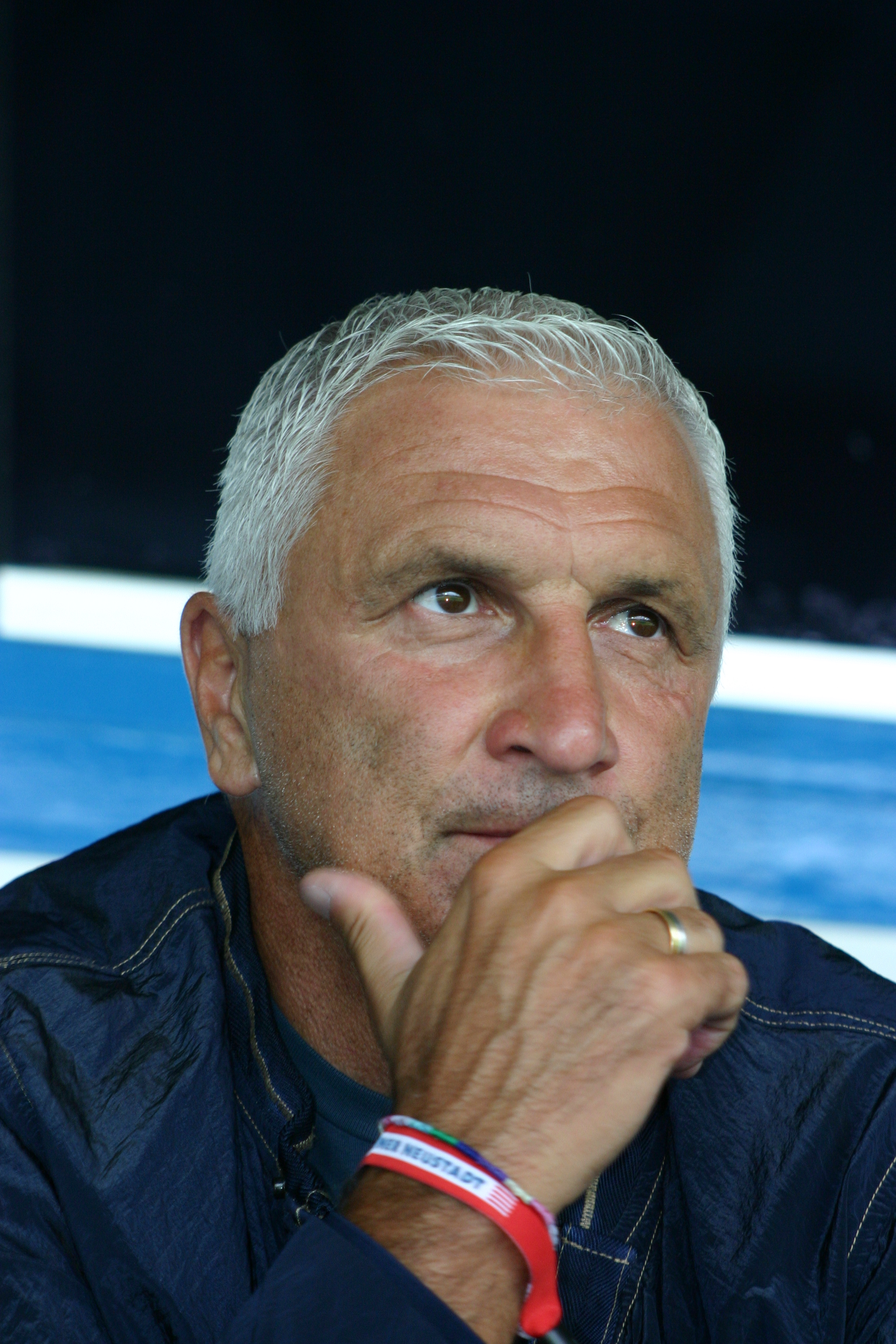
Hans Krankl (2008)

Johann „Hans“ Krankl (* 14. Februar 1953 in Wien) ist ein ehemaliger österreichischer Fußballspieler. Nach seiner Spielerkarriere wurde er Fußballtrainer, unter anderem trainierte er von 2002 bis 2005 die österreichische Nationalmannschaft. Seine letzte Station war der Linzer Traditionsverein LASK in der österreichischen Bundesliga.

## Spielerkarriere
Krankl absolvierte von 1973 bis 1985 69 Länderspiele für Österreich und erzielte dabei 34 Tore. Sein Torrekord konnte erst von Toni Polster gebrochen werden. Er nahm mit Österreich an den WM-Endrunden 1978 und 1982 teil. Bei der WM in Argentinien war er mit zwei Toren maßgeblich am legendären 3:2-Sieg über Deutschland beteiligt. Nach der WM 1982 beendete er zunächst seine Teamkarriere, später kehrte er noch zweimal (1983 und 1985) zurück.
Auch im Klubfußball feierte Hans Krankl zahlreiche Erfolge. Seine Karriere startete er beim KSV Straßenbahn Wien. 1970 war er eine halbe Saison beim SK Rapid Wien, bei dem er allerdings, wohl auch aufgrund seiner Jugend, kaum zum Einsatz kam. Nach einem Wechsel für eine Saison zum Wiener AC, bei dem er mit 27 Toren in 26 Spielen als gefährlicher Torjäger auf sich aufmerksam machte, kehrte er 1972 zu Rapid zurück. Mit dem SK Rapid gewann er 1976 den österreichischen Pokal und wurde drei Mal Ligatorschützenkönig. 1978 gewann er mit 41 Saisontreffern den Goldenen Schuh als bester Torschütze Europas. Nachdem er auch bei der Fußball-Weltmeisterschaft 1978 mit starken Auftritten geglänzt hatte, wurde er vom FC Barcelona verpflichtet. Die Ablöse betrug damals kolportierte 700.000 $ (nach damaligem Wechselkurs 10,5 Millionen Schilling bzw. 1,5 Millionen DM).

### FC Barcelona
Gleich nach dem Transfer (die Ablösesumme wurde nun mit 13 Mio. Schilling = ca. 1,92 Mio. DM angeführt) intervenierte der FC Valencia, der von einem gültigen Vertrag mit Rapid sprach und Eingaben beim spanischen Verband und der UEFA ankündigte. Die Wiener entgegneten, dass dieser Vertrag (ein am 3. Juli ablaufender Vorvertrag) vorbehaltlich der Zustimmung von Krankl erstellt wurde. Valencia argumentierte, dass Barcelona die Regeln des Verbandes und der UEFA nicht eingehalten habe und wollte zumindest „wegen Einmischung von dritter Seite“ eine Geldstrafe gegen die Katalanen.
Es gab für Krankl vor dem Intertoto-Match der Rapidler gegen Bohemians Prag (0:0) eine Verabschiedung, bei der er eine Figur aus Augartenporzellan geschenkt erhielt. Auch vom Wiener Bürgermeister Leopold Gratz wurde der „Goleador“ mit Geschenken überhäuft.
Sein erstes Tor für den FC Barcelona erzielte Krankl per Kopf in einem von Barcelona in Andorra mit 2:0 gewonnenen Trainingsspiel.
Es gab am 22. August 1978 in Barcelona auch ein Ablösematch, das von Rapid mit 1:0 gewonnen wurde. Sein Abschied von Wien wurde, was eine totale Übersiedlung nach Barcelona betraf, hinausgezögert.
In seiner ersten Saison für die Katalanen wurde Krankl mit 29 Meisterschaftstoren spanischer Torschützenkönig. In derselben Saison konnte er mit Barça auch den Europapokal der Pokalsieger gewinnen. Im Endspiel in Basel steuerte er gegen Fortuna Düsseldorf ein Tor zum 4:3-Sieg bei. Von den spanischen Fans erhielt er den Spitznamen „Goleador“. Krankl kehrte Ende Jänner 1980 für ein halbes Jahr zurück nach Österreich und spielte für die abstiegsbedrohte Vienna (er konnte aber die Mannschaft nicht vor dem Gang in die zweite Division bewahren), dann ging er wieder zu Barcelona zurück und spielte bis Ende der Herbstsaison 1980 für die Spanier. Danach wechselte Krankl nach einem Streit mit Trainer Joaquim Rifé (weil Bernd Schuster ihm gegenüber den Vorzug erhalten hatte) zurück zu den Rapidlern, die bereits im Dezember 1980 um seine Rückkehr bemüht waren, doch war dies vorerst an den finanziellen Forderungen Barcelonas gescheitert. Die Ablösesumme von 8,5 Mio. Schilling, die Rapid Wien trotzdem für ihn aufbringen musste, konnte nur durch eine Finanzgruppe, zusätzliche Mäzene und auch eine Aktion Rapids mit einem sogenannten „Krankl-Schilling“ pro verkaufter Eintrittskarte gestemmt werden. Er spielte ab der ersten Frühjahrsrunde 1981 (beim 2:0 am 21. Februar im Weststadion gegen den Wiener Sportclub) wieder für die Hütteldorfer, seine ersten Treffer gelangen ihm eine Woche später im Heimspiel gegen den SC Eisenstadt.

### Nochmals österreichische Fußballliga
In den folgenden Jahren konnte er mit Rapid die meisten seiner nationalen Erfolge feiern, so 1982 und 1983 die Österreichische Meisterschaft, 1983 bis 1985 dreimal in Folge den Cupsieg – 1985 auch international den Einzug ins Finale des Europapokals der Pokalsieger in Rotterdam, in dem Rapid dem FC Everton mit 1:3 unterlag und Krankl ein Tor schoss.
Zuletzt spielte Krankl noch zwei Jahre lang für den Wiener Sport-Club sowie im Herbst 1988 für 20 Runden beim Kremser SC. Sein bis Juni 1989 laufender Vertrag wurde vorzeitig mit Ende September gelöst, bevor er noch, was damals erlaubt war, für die letzten zwei Herbstmatches zum SV Austria Salzburg wechselte und dort mit je einem Tor in den Heimmatches beim 1:0-Sieg am 29. November über den FC Kufstein und beim 2:1-Sieg über den SV Spittal am 3. Dezember – hier war es das tatsächliche Direktduell um Rang 4 im Grunddurchgang der 2. Division gewesen – den Salzburgern zum Aufstieg in das „Mittlere Playoff“ verhalf, denn damit hatten sowohl diese als auch Spittal 25 Punkte, Salzburg aber mit 40:33 gegenüber 32:27 die bessere Tordifferenz.

#### Verletzungen
Nach einem Seitenbandriss im linken Knie, den er bei der 0:3-Niederlage Rapids beim Linzer ASK am 28. Mai 1983 erlitt, konnte er seiner Mannschaft im spannenden Titelkampf nicht mehr helfen. Und auch ohne ihn gelang Rapid der 1:0-Sieg im Europacup-Wiederholungsspiel gegen Celtic Glasgow am 12. Dezember 1984 im Old-Trafford-Stadion von Manchester, nachdem er im Meisterschaftsspiel am 24. November bei VÖEST Linz (2:2) bei einem Kopfzusammenstoß mit Verteidiger Georg Zellhofer einen Jochbeinbruch erlitten hatte.

### Erfolge
Titel
- 1 × Europapokal der Pokalsieger mit dem FC Barcelona 1979
- 1 × Spanischer Cupsieger mit dem FC Barcelona (1981)
- 2 × Österreichischer Meister mit SK Rapid Wien (1982, 1983)
- 4 × Österreichischer Cupsieger mit SK Rapid Wien (1976, 1983, 1984, 1985)

Auszeichnungen
- 1 × 2. Platz bei der Wahl zu Europas Fußballer des Jahres (1978)
- 5 × Fußballer des Jahres in Österreich (1973, 1974, 1977, 1982, 1988)
- Teil der Österreichischen Nationalelf des 20. Jahrhunderts
- Teil des Rapid-Teams des Jahrhunderts

Torschützenkönig
- 1 × Goldener Schuh der UEFA (1978 / 41 Tore)
- 1 × Spanischer Torschützenkönig „Pichichi“ (1979 / 29 Tore)
- 4 × Österreichischer Torschützenkönig (1974 / 36 Tore, 1977/32, 1978/41, 1983/23)

Sonstige Erfolge
- Teilnahme an den Weltmeisterschaften von 1978 (4 Tore) und 1982 (1 Tor), jeweils zweite Finalrunde
- Die meisten Tore in einer Saison in der österreichischen Liga (1978 / 41 Tore)
- Die meisten Tore in einem Spiel in der österreichischen Liga (7 Tore beim 11:1 gegen den GAK am 22. Juni 1977)
- Schnellster Hattrick in der Geschichte der österreichischen Liga (58., 59. und 61. Minute beim 11:1 gegen den GAK am 22. Juni 1977)
- Nach Robert Dienst (323 Tore) erfolgreichster Torschütze in der österreichischen Liga (320 Tore)
- Die meisten Tore in einem Spiel der österreichischen Nationalmannschaft (6 Tore beim 9:0 gegen Malta, 1977)

## Trainerkarriere
Als Trainer konnte Krankl nicht ansatzweise an seine Erfolge als Spieler anschließen. Bei Rapid Wien erreichte er in drei Saisonen kein einziges Mal eine Qualifikation für einen internationalen Bewerb. 1994 wurde er nach Tirol geholt, um das dortige „Dream Team“ zu betreuen, das für viel Geld zusammengestellt worden war. Als die Finanzierung zusammenbrach, verließ auch er den Verein. Nach Stationen in der zweithöchsten Spielklasse kehrte er als Trainer nach Salzburg zurück, wo er die Qualifikation für den Intertoto-Bewerb schaffte und seine Mannschaft bis ins Finale brachte. Als sich der Erfolg nicht bestätigte, bat er um Vertragsauflösung und trat sein erstes Auslandsengagement an. Er wechselte zum abstiegsbedrohten Verein Fortuna Köln in die zweite deutsche Bundesliga. Die Fortuna startete zwar eine Aufholjagd, es reichte aber nicht für einen Nichtabstiegsplatz. Im Winter 2000 kehrte Krankl nach Österreich zurück und unterschrieb einen Vertrag bei Admira Wacker, die mit großem Rückstand auf einem Abstiegsplatz lag. Diesmal gelang ihm das Kunststück und er erreichte mit dem Team den sicheren 9. Rang. Im Jänner 2002 wurde er schließlich zum neuen Teamchef der österreichischen Nationalmannschaft bestellt. Trotz Kritik an seiner Person wegen ungenügender Leistungen ist er mit einer fast ausgeglichenen Bilanz von zehn Siegen, zehn Unentschieden und elf Niederlagen, unter den zehn erfolgreichsten Nationaltrainern Österreichs zu finden. Krankl trat im September 2005 als Nationaltrainer zurück, als ihm mitgeteilt wurde, dass sein Vertrag nicht verlängert werde. Krankl selbst hatte gehofft, die Nationalmannschaft auch bei der Heim-Europameisterschaft 2008 trainieren zu dürfen.

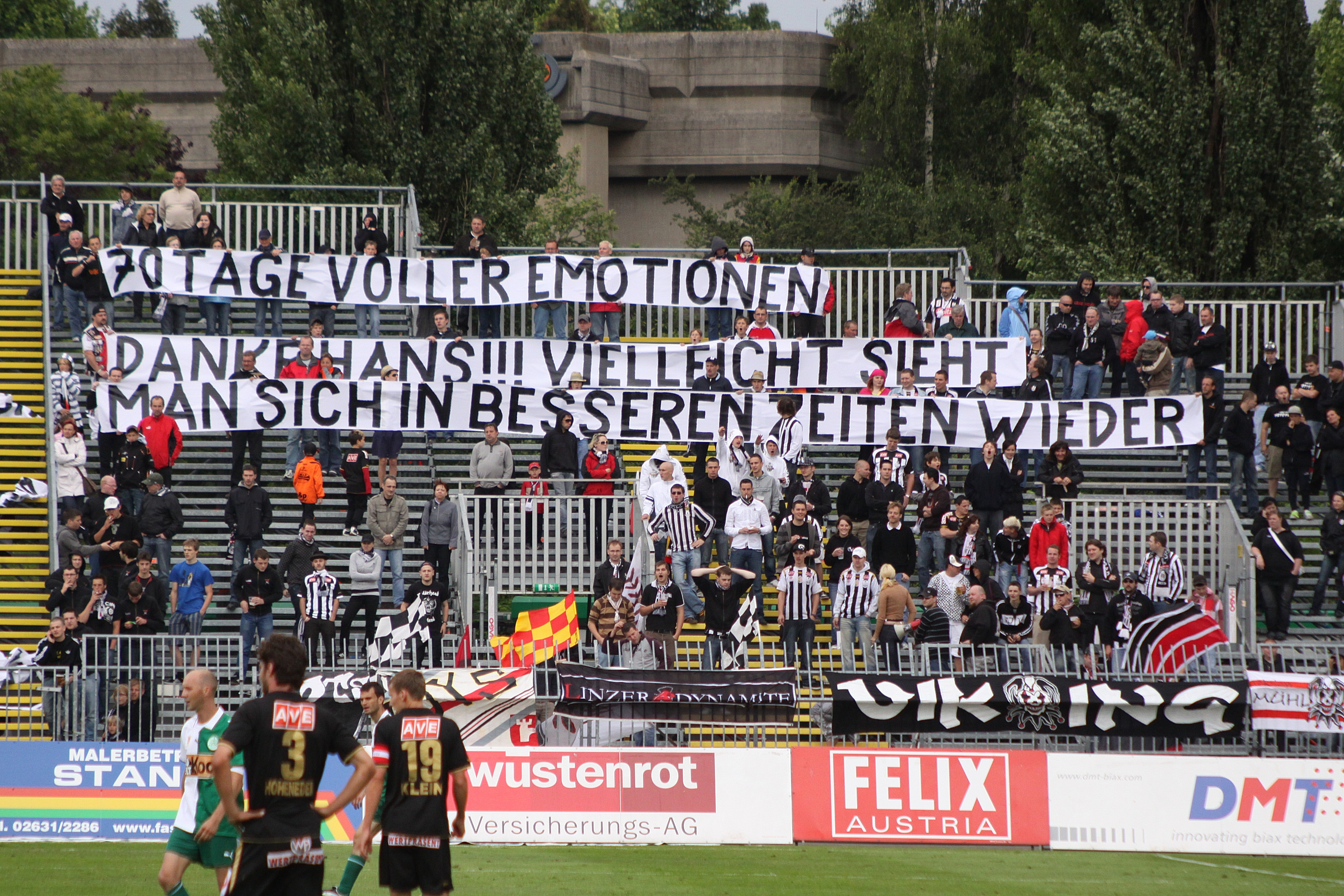
Die Fans des LASK bedauerten, dass Hans Krankl sein Gastspiel nach nur 70 Tagen beendete

Am 23. März 2009 wurde Krankl als Trainer des oberösterreichischen Fußballklubs LASK präsentiert. Am 29. Mai 2009 wurde bekannt gegeben, dass er wegen unterschiedlicher Vorstellungen über die Kaderplanung für die Saison 2009/10 seinen Vertrag nicht verlängern werde. Krankls Wunsch, eine Mannschaft zusammenzustellen, die an der Tabellenspitze mitspielen könnte, musste Präsident Peter-Michael Reichel aus budgetären Gründen eine Absage erteilen.

### Erfolge
Titel
- Stadthallensieger mit SK Rapid Wien (1990)
- ÖFB-Hallencup mit SV Austria Salzburg (1999)
- Meister Aufstiegs-Play-Off mit VfB Mödling (1994)
- 2 × Cupfinalist mit SK Rapid Wien (1990, 1991)
- UI-Cup-Finalist mit SV Austria Salzburg (1998)

Auszeichnungen
- Trainer des Jahres (1999)

### Sonstiges
Als Reklame zur Eröffnung des Weststadions ließ Rapid Wien 5000 Poster mit seinem Bild drucken.

## ÖFB-Länderspiele unter Teamchef Hans Krankl
Legende
- H = Heimspiel
- A = Auswärtsspiel
- * = Spiel auf neutralem Platz
- grüne Hintergrundfarbe = Sieg Österreichs
- gelbe Hintergrundfarbe = Unentschieden
- rote Hintergrundfarbe = Niederlage

| Spiele | Siege | Remis | Niederlagen | Tore  | TD |
| ------ | ----- | ----- | ----------- | ----- | -- |
| 31     | 10    | 10    | 11          | 47:46 | +1 |

| Nr. | Datum      | Ergebnis | Gegner        |   | Austragungsort   | Anlass                 | Bemerkung                                                                   |
| --- | ---------- | -------- | ------------- | - | ---------------- | ---------------------- | --------------------------------------------------------------------------- |
| 616 | 27.03.2002 | 2:0      | Slowakei      | H | Graz             |                        | Erstes Länderspiel gegen die Slowakei, erstes Länderspiel unter Hans Krankl |
| 617 | 17.04.2002 | 0:0      | Kamerun       | H | Wien             |                        |                                                                             |
| 618 | 18.05.2002 | 2:6      | Deutschland   | A | Leverkusen (GER) |                        |                                                                             |
| 619 | 21.08.2002 | 2:3      | Schweiz       | A | Basel (SUI)      |                        |                                                                             |
| 620 | 07.09.2002 | 2:0      | Moldau        | H | Wien             | EM 2004, Qualifikation | Erstes Länderspiel gegen Moldawien                                          |
| 621 | 12.10.2002 | 2:0      | Belarus       | A | Minsk (BLR)      | EM 2004, Qualifikation |                                                                             |
| 622 | 16.10.2002 | 0:3      | Niederlande   | H | Wien             | EM 2004, Qualifikation |                                                                             |
| 623 | 20.11.2002 | 0:1      | Norwegen      | H | Wien             |                        | 100. Länderspiel von Andreas Herzog                                         |
| 624 | 26.03.2003 | 2:2      | Griechenland  | H | Graz             |                        |                                                                             |
| 625 | 02.04.2003 | 0:4      | Tschechien    | A | Prag (CZE)       | EM 2004, Qualifikation |                                                                             |
| 626 | 30.04.2003 | 2:0      | Schottland    | A | Glasgow (SCO)    |                        | 103. und letztes Länderspiel von Rekordnationalspieler Andreas Herzog       |
| 627 | 07.06.2003 | 0:1      | Moldau        | A | Tiraspol (MDA)   | EM 2004-Qualifikation  |                                                                             |
| 628 | 11.06.2003 | 5:0      | Belarus       | H | Innsbruck        | EM 2004, Qualifikation |                                                                             |
| 629 | 20.08.2003 | 2:0      | Costa Rica    | H | Wien             |                        | Erstes Länderspiel gegen Costa Rica                                         |
| 630 | 06.09.2003 | 1:3      | Niederlande   | A | Rotterdam (NED)  | EM 2004, Qualifikation |                                                                             |
| 631 | 11.10.2003 | 2:3      | Tschechien    | H | Wien             | EM 2004, Qualifikation | Österreich verpasst als Gruppendritter die EM-Endrunde                      |
| 632 | 31.03.2004 | 1:1      | Slowakei      | A | Bratislava (SVK) |                        |                                                                             |
| 633 | 28.04.2004 | 4:1      | Luxemburg     | H | Innsbruck        |                        | 300. Heimspiel                                                              |
| 634 | 25.05.2004 | 0:0      | Russland      | H | Graz             |                        |                                                                             |
| 635 | 18.08.2004 | 1:3      | Deutschland   | H | Wien             |                        | Freundschaftsspiel anlässlich des hundertjährigen Bestehens des ÖFB         |
| 636 | 04.09.2004 | 2:2      | England       | H | Wien             | WM 2006, Qualifikation |                                                                             |
| 637 | 08.09.2004 | 2:0      | Aserbaidschan | H | Wien             | WM 2006, Qualifikation | Erstes Länderspiel gegen Aserbaidschan                                      |
| 638 | 09.10.2004 | 1:3      | Polen         | H | Wien             | WM 2006, Qualifikation |                                                                             |
| 639 | 13.10.2004 | 3:3      | Nordirland    | A | Belfast (NIR)    | WM 2006, Qualifikation | 300. Auswärtsspiel                                                          |
| 640 | 08.02.2005 | 1:1      | Zypern        | A | Limassol (CYP)   | 4-Nationen-Turnier     | Elfmeterschießen: 4:5                                                       |
| 641 | 09.02.2005 | 1:1      | Lettland      | * | Limassol (CYP)   | 4-Nationen-Turnier     | Elfmeterschießen: 3:5                                                       |
| 642 | 26.03.2005 | 2:0      | Wales         | A | Cardiff (WAL)    | WM 2006, Qualifikation |                                                                             |
| 643 | 30.03.2005 | 1:0      | Wales         | H | Wien             | WM 2006, Qualifikation |                                                                             |
| 644 | 17.08.2005 | 2:2      | Schottland    | H | Graz             |                        |                                                                             |
| 645 | 03.09.2005 | 2:3      | Polen         | A | Chorzów (POL)    | WM 2006, Qualifikation |                                                                             |
| 646 | 07.09.2005 | 0:0      | Aserbaidschan | A | Baku (AZE)       | WM 2006, Qualifikation | Letztes Länderspiel unter Hans Krankl                                       |

## Musikalische Karriere
Neben seiner Fußballerkarriere war Krankl auch im Musikgeschäft erfolgreich. 1974 brachte er seine ersten beiden Singles heraus. Diese trugen die Titel Ohne Ball’n und ohne Netz und Vor, vor noch ein Tor … Beide waren kommerziell eher erfolglos. Krankl selbst bezeichnete diesen ersten Ausflug in das Musikgeschäft als „musikalische Todsünde“.

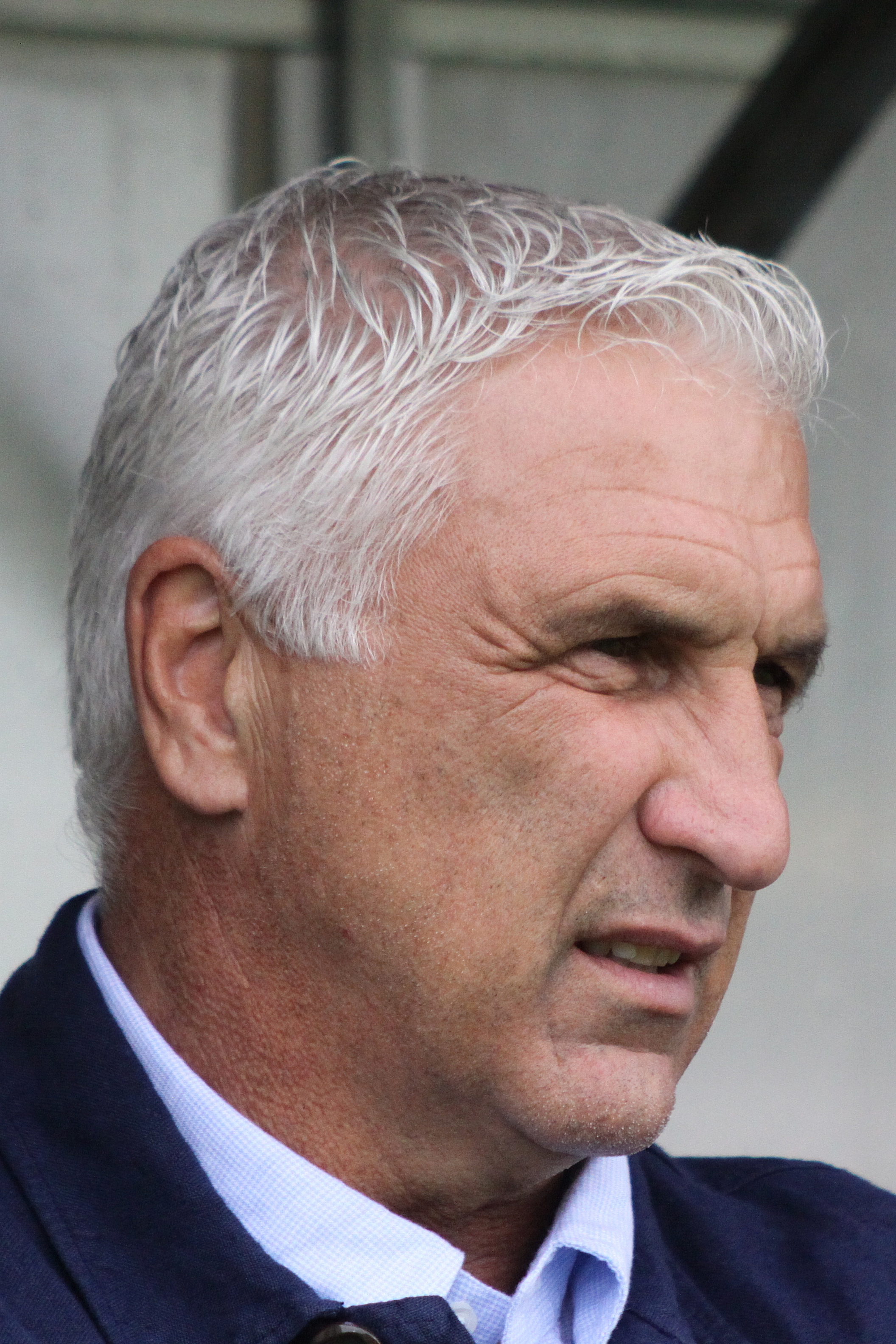
Hans Krankl im Porträt

Knapp zehn Jahre später brachte er mit Kottan’s Kapelle den Song Rostige Flügel heraus. Bis heute bezeichnet Krankl Lukas Resetarits als seinen musikalischen Entdecker.
Unter dem Pseudonym „Johann K.“ wurde 1986 erstmals ein Album veröffentlicht, es trug den Namen Des war schon alles? Kurz zuvor hatte es das Lied Lonely Boy (eine Coverversion im Wiener Dialekt von Paul Ankas gleichnamigem Titel) auf Platz 2 der österreichischen Hitparade geschafft. Auf dem Debüt-Longplayer befanden sich hauptsächlich wienerische Coverversionen bekannter Songs. Die Liedtexte stammen vorwiegend von Kottan ermittelt-Autor Helmut Zenker.
Nach einer längeren Pause meldete sich Johann K. 1989 mit Der Bätmän bin i in den Charts zurück. Es sollte für längere Zeit der letzte erfolgreiche Song bleiben. 2002 und 2003 veröffentlichte er die Weihnachtslieder Jingle Bells und Rudi, mit denen er überraschende Erfolge verzeichnen konnte. Zudem wurde das Album A scheena Bua auf den Markt gebracht.
2006 sang er mit der Coverband Monti Beton die Coverversion von Wolfgang Ambros’ I bins ned (seinerseits eine Coverversion von Bob Dylans It Ain’t Me Babe) für deren Album ein.
Aus Anlass der Fußball-Europameisterschaft 2008 gab Johann K. mit Monti Beton ein ausverkauftes Konzert im Rahmen der Aktion fußballverbindet.at. Die bislang letzte Veröffentlichung des früheren Fußballspielers ist die Best-of-CD Wo san nur die Zeiten hin, die im April 2008 erschienen ist.

### Diskografie
Singles
- Ohne Ball’n und ohne Netz (1974)
- Vor, vor noch ein Tor … (1974)

Unter dem Pseudonym Johann K.
- Rostige Flügel (1984, mit Kottan’s Kapelle)
- Lonely Boy (1985)
- Ka Platz im Herz (1986)
- Aspirin (1986) (Wienerische Coverversion von J.J. Cales Cocaine, Text von Helmut Zenker[22])
- Der Bätmän bin i (1989)
- Rudi (2002)
- Jingle Bells (2003)

Alben
Unter Johann K.
- Des war schon alles? (1985)
- A scheena Bua (2003)
- Best of – Wo san nur die Zeiten hin (2008)

## Persönliches
Hans Krankl wuchs zwar im 6. Wiener Gemeindebezirk Mariahilf auf, erlernte aber das Fußballspielen im 10. Bezirk Favoriten beim KSV Straßenbahn, wo sein Vater Jugendtrainer war. Krankl ist verheiratet und Vater von drei Kindern. Am 1. September 2005 erschien sein Buch mit dem schlichten Namen „Krankl“; zahlreiche Wegbegleiter des ehemaligen „Goleadors“ kommen darin zu Wort. Bekannt ist Krankl auch für seine Aussage „wir müssen gewinnen, alles andere ist primär“, die auch von der deutschen Band Sportfreunde Stiller in dem Lied Wir müssen gewinnen verwendet wird. Zudem schreibt er Kolumnen für die Tageszeitung Österreich. Außerdem macht er Werbung für den Pay-TV-Sender Sky, bei dem er auch als Experte tätig ist.
Im Frühjahr 2008 leitete er in der ersten Staffel das Trainingscamp Das Match, das im österreichischen Fernsehen in Form einer Doku-Soap zu sehen war. In der zweiten Staffel im Frühjahr 2010 trainierte Krankl eine Mannschaft und Herbert Prohaska die andere.

## Publikationen
- Hans Krankl, Herbert Prohaska: Über das Leben, aufgezeichnet von Rainer Pariasek und Eric Sebach, edition a, Wien 2023, ISBN 978-3-99001-710-4.
- Hans Krankl, Herbert Prohaska: Lustig war's immer, aufgezeichnet von Rainer Pariasek und Eric Sebach, edition a, Wien 2024, ISBN 978-3-99001-751-7.

## Auszeichnungen
- 2024: Platin-Romy[25][26]